# هنري بوتينغر
السير هنري بوتينغر (بالإنجليزية: Henry Pottinger)‏ وهو أول بارون صيني، ولد هنري في سنة 1789 في كاونتي داون في مملكة أيرلندا وهو جندي أنجلو إيرلندي برتبة كولونيل (عميد) وهو أول محافظ لمستعمرة هونغ كونغ البريطانية في سنة 1841 تحت إمرة الملكة فكتوريا، عرف هذا القائد بانتصاراته في الهند وفي بلاد فارس وثم في أستراليا ليصبح بعد ذلك مفاوض البريطاني للصين بعد فشل تشارلز إيليوت، وتمكن هذا القائد من تحقيق الانتصارات ضد الصينيين في حرب الأفيون الأولى مما جعله يأخذ لقب السير من الملكة وجعله محافظة لهونغ كونغ التي احتلها البريطانيون. توفي هذا الضابط في مالطا البريطانية سنة 1856.

## روابط خارجية
- هنري بوتينغر على موقع الموسوعة البريطانية (الإنجليزية)